# 長吻副單棘魨
長吻副單棘鲀（学名：Paramonacanthus nipponensis）为輻鰭魚綱魨形目鱗魨亞目單棘鲀科副单棘鲀属的鱼类。為熱帶海水魚，分布于日本的土佐湾以及汕尾到雷州半岛等沿海等，棲息深度1-30公尺，體長可達15公分，棲息在沙泥底質水域，生活習性不明。该物种的模式产地在土佐湾。